# Conegliano
Conegliano est une commune italienne de la province de Trévise en Vénétie. Avec plus de 30 000 habitants, elle est après Trévise la deuxième ville la plus peuplée de la province.

## Toponymie
L'origine du nom Conegliano dérive probablement du latin cuniculus qui signifie « tunnel souterrain ».

## Géographie

### Hameaux
Ogliano, Scomigo, Collalbrigo

### Communes limitrophes
Colle Umberto, Mareno di Piave, San Fior, San Pietro di Feletto, San Vendemiano, Santa Lucia di Piave, Susegana, Vittorio Veneto

## Histoire

### Moyen Âge et début de l'époque moderne
Au Xe siècle, le château de Conegliano est établi sous le contrôle du diocèse de Belluno-Feltre. Le contrôle de la région passe d'abord à la Marche trévisane en 1153, puis à la république de Venise en 1337. Dans les années 1300, un village est établi par un groupe de familles nobles autour du château. Au cours du Moyen Âge, le château sert de centre de pouvoir à Conegliano, étant à la fois le siège du podestat de la ville et des fonctions religieuses. Sous le contrôle des Trevigiani et des Vénitiens, les fortifications de Conegliano sont renforcées. Cependant, Conegliano entre dans une phase de déclin après la fin de la guerre de la Ligue de Cambrai.
Entre la fin des années 1300 et les années 1800, Conegliano abrite une communauté juive. En 1629, la communauté juive est déplacée de force au pied de la colline du château, avant d'être à nouveau déplacée en 1675 à l'extérieur des murs de la ville.

### Des années 1800 à aujourd'hui
Après la fin des guerres napoléoniennes, Conegliano passe sous contrôle autrichien dans le cadre du royaume de Lombardie-Vénétie. Sous le contrôle autrichien, Conegliano connaît une croissance et un développement civils.
Pendant la Première Guerre mondiale, après la défaite italienne à la bataille de Caporetto, les troupes italiennes commencent à se replier vers le Piave, Conegliano devenant un point de transit important. L'avancée germano-autrichienne entraîne l'occupation de la ville le 1er novembre 1917. Elle reste sous l'occupation des puissances centrales jusqu'au 24 octobre 1918, après la victoire italienne à la bataille de Vittorio Veneto.

## Économie
Conegliano est connue pour son vin, principalement le prosecco blanc sec (produit à partir du glera) qui se décline en trois variétés : tranquillo (tranquille), frizzante (légèrement pétillant) et spumante (pétillant). La ville abrite également la plus ancienne et la plus prestigieuse école d'œnologie d'Italie, la Scuola Enologica.
Elle abrite également l'Istituto Sperimentale per la Viticoltura, où plusieurs variétés de raisins italiens sont sélectionnées, notamment l'Albarossa, le Vega et le Valentino nero. En outre, les viticulteurs de l'institut contribuent à sauver de l'extinction de nombreux cépages italiens indigènes, comme le Bigolona, cépage de la Valpolicella.

### Colli di Conegliano DOC

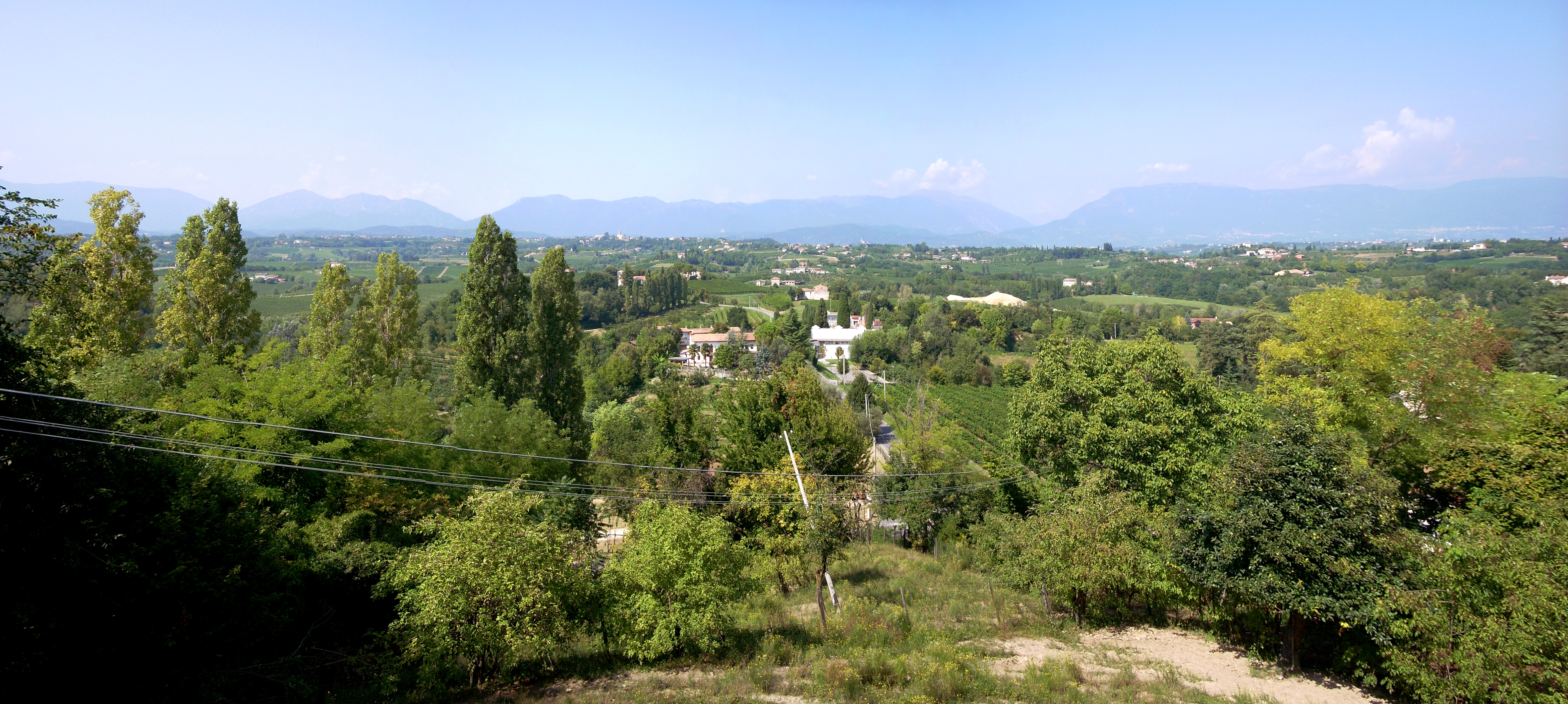
Les vignobles de Conegliano.

Les collines autour de Conegliano abritent l’appellation DOC des Colli di Conegliano. C'est là que sont produits les vins italiens rouges et blancs, à différents niveaux de douceur, des vins secs aux vins de paille. Les raisins destinés à la production de vins d’appellation DOC doivent être récoltés à un rendement ne dépassant pas 12 tonnes par hectare. Le vin fini doit atteindre un taux d'alcool minimum de 12 % pour les vins rouges et de 10,5 % pour les vins blancs afin d'être étiqueté avec l'appellation Colli di Conegliano DOC.
Les vins rouges DOC sont composés de merlot (10-40%), cabernet sauvignon, cabernet franc et marzemino (au moins 10% de chaque, sans maximum pour les trois derniers cépages) et jusqu'à 10% d'incrocio manzoni 2.15. Le vin doit vieillir au moins deux ans en barrique avant d'être mis sur le marché. Un passito rouge doux, appelé refrontolo, est composé d'au moins 95 % de marzemino et d'un maximum de 5 % d'autres variétés locales non aromatiques autorisées pour compléter l'assemblage.
Le blanc sec de l'AOC est composé d'au moins 30 % de manzoni bianco, de 30 à 70 % de pinot blanc et de chardonnay et d'un maximum de 10 % de sauvignon blanc et de riesling renano. Le Torchiato di Fregona, de style passito, peut être élaboré dans un style sec ou doux à partir d'au moins 30 % de glera et de verdiso, d'un minimum de 25 % de verdicchio et d'un maximum de 15 % de variétés non aromatiques comme la marzemina bianca et la bianchetta trevigiana. Ce vin doit vieillir au moins 13 mois avant d'être commercialisé,.

## Culture
Chaque année, au mois de juin, une partie d'échecs ou « dama », où les pièces sont représentées par des personnes réelles - connue sous le nom de Dama Castellana - est organisée dans le centre historique. Cet événement n'est pas la continuation d'une tradition séculaire, mais a été introduit il y a seulement quelques années, mais a réussi à devenir un événement traditionnel du calendrier de la ville.

## Sport
- Imoco Volley Conegliano

## Politique et administration

### Liste des maires
| Période | Période | Identité           | Étiquette                                                                           | Qualité |
| ------- | ------- | ------------------ | ----------------------------------------------------------------------------------- | ------- |
| 1945    | 1946    | Alessandro Zamengo |                                                                                     |         |
| 1946    | 1946    | Giobatta Zaina     |                                                                                     |         |
| 1946    | 1949    | Luigi Manzoni      |                                                                                     |         |
| 1949    | 1956    | Guido Curto        | Democrazia Cristiana                                                                |         |
| 1956    | 1965    | Francesco Da Broi  |                                                                                     |         |
| 1965    | 1970    | Salvador Mario     |                                                                                     |         |
| 1970    | 1973    | Umberto Antonello  |                                                                                     |         |
| 1973    | 1985    | Pietro Giubilato   |                                                                                     |         |
| 1985    | 1995    | Flavio Silvestrin  | Ligue du Nord                                                                       |         |
| 1995    | 2007    | Floriano Zambon    | FI, AN, Union de centre, liste civique                                              |         |
| 2007    | 2012    | Alberto Maniero    | Le Peuple de la liberté (déjà FI et AN) Ligue du Nord, ADC (déjà UDC) liste civique |         |
| 2012    | 2017    | Floriano Zambon    | PDL, listes civiques                                                                |         |
| 2017    | 2020    | Fabio Chies        | FI, Ligue du Nord, liste civique                                                    |         |

### Jumelages
- Garibaldi (Brésil)
- Lismore (Australie)

## Personnalités liées à la ville
- Cima da Conegliano (1459-1517), peintre italien de la renaissance artistique de l'école vénitienne.
- Bon-Adrien Jeannot de Moncey (1754-1842), général puis maréchal d'Empire de Napoléon Bonaparte, 1er duc de Conegliano de 1808 à 1848.
- Georges Saulterre (1943-2024), sculpteur.
- Piero Benvenuti, astrophysicien italien, né le 16 février 1946 dans la ville.
- Luca Zaia (1968-), président de la région Vénétie.
- Alessandro Del Piero (1974-), footballeur italien champion du monde 2006.
- Marzio Bruseghin (1974- coureur cycliste italien).
- Marco Donadel (1983-), joueur de soccer avec l'Impact de Montréal.
- Clizia Fornasier, (1986 - actrice italienne).
- Sacha Modolo (1987- coureur cycliste professionnel italien).
- Ramën Çepele (2003-), footballeur italo-albanais, y est né.